# Qualificazioni ai Giochi della XXIII Olimpiade (CAF)
Di seguito sono elencati gli incontri con relativo risultato della zona africana (CAF) per le qualificazioni a Los Angeles 1984.

## Formula
La formula prevedeva quattro turni eliminatori: un turno preliminare e tre turni ad eliminazione diretta.
Al turno preliminare partecipavano 12 squadre che vennero divise in 6 spareggi A/R.
Al primo turno partecipavano 24 squadre che vennero divise in 12 spareggi A/R (6 delle 24 squadre che partecipavano, erano le squadre che avevano passato il turno preliminare).
Al secondo turno partecipavano le 12 squadre che avevano passato il primo turno, esse vennero divise in 6 spareggi A/R.
Al terzo turno partecipavano le 6 squadre che avevano passato il secondo turno, esse vennero in 3 spareggi A/R.
In caso di pareggio, il passago del turno era affidato alla regola dei gol fuori casa; questo era valido sia per il turno preliminare, sia per il primo turno, sia per il secondo turno; mentre nel terzo turno erano previsti i calci di rigore.
Le tre squadre che vinsero al terzo turno si qualificarono alle Olimpiadi.

## Risultati

### Turno preliminare
Rep. del Congo, Madagascar, Niger e Sierra Leone si ritirarono prima di giocare i loro rispettivi incontri.
| Nouakchott 3 marzo 1983 | Mauritania | 1 – 3 | Gambia |  |

| Banjul 20 marzo 1983 | Gambia | 3 – 1 | Mauritania |  |

| Maputo 6 marzo 1983 | Mozambico | 3 – 0 | Lesotho |  |

| Maseru 20 marzo 1983 | Lesotho | 0 – 0 | Mozambico |  |

|  | Niger | – | Angola |  |

|  | Angola | – | Niger |  |

|  | Sierra Leone | – | Benin |  |

|  | Benin | – | Sierra Leone |  |

|  | Madagascar | – | Mauritius |  |

|  | Mauritius | – | Madagascar |  |

|  | Rep. del Congo | – | Uganda |  |

|  | Uganda | – | Rep. del Congo |  |

Passano il turno Angola (ritiro del Niger), Benin (ritiro della Sierra Leone), Gambia (6-2), Mauritius (ritiro del Madagascar), Mozambico (3-0) e Uganda (ritiro della Rep. del Congo).

### Primo turno
Mauritius e Tanzania si ritirarono prima di giocare i loro rispettivi incontri.
| Luanda 10 luglio 1983 | Angola | 1 – 1 | Camerun |  |

| Yaoundé 24 luglio 1983 | Camerun | 3 – 2 | Angola |  |

| Banjul 26 giugno 1983 | Gambia | 0 – 2 | Ghana |  |

| Accra 10 luglio 1983 | Ghana | 1 – 0 | Gambia |  |

| Conakry 15 maggio 1983 | Guinea | 0 – 0 | Marocco |  |

| Casablanca 29 maggio 1983 | Marocco | 3 – 0 | Guinea |  |

| Nairobi 8 maggio 1983 | Kenya | 1 – 0 | Libia |  |

| Tripoli 22 maggio 1983 | Libia | 2 – 0 | Kenya |  |

| Maputo 29 maggio 1983 | Mozambico | 0 – 1 | Zimbabwe |  |

| Harare 12 giugno 1983 | Zimbabwe | 2 – 0 | Mozambico |  |

| Ibadan 9 luglio 1983 | Nigeria | 2 – 1 | Togo |  |

| Lomé 24 luglio 1983 | Togo | 1 – 1 | Nigeria |  |

| Dakar 29 maggio 1983 | Senegal | 2 – 0 | Benin |  |

| Cotonou 12 giugno 1983 | Benin | 0 – 2 | Senegal |  |

| Khartum 4 giugno 1983 | Sudan | 0 – 0 | Egitto |  |

| Il Cairo 29 luglio 1983 | Egitto | 2 – 1 | Sudan |  |

| Tunisi 17 aprile 1983 | Tunisia | 3 – 0 | Gabon |  |

| Libreville 1º maggio 1983 | Gabon | 1 – 1 | Tunisia |  |

| Kampala 28 maggio 1983                                                       | Uganda    | 4 – 1    | Algeria |  |
| \| \| \| \| \| Godfrey 4’ Omondi 53’ 89’ Isa 88’ \| Marcatori \| 82’ Yahi \| |           |          |         |  |
|                                                                              |           |          |         |  |
| Godfrey 4’ Omondi 53’ 89’ Isa 88’                                            | Marcatori | 82’ Yahi |         |  |

| Algeri 10 giugno 1983                                                           | Algeria   | 3 – 0 | Uganda |  |
| \| \| \| \| \| Madjer 49’ (rig.) Bensaoula 64’ Bencheikh 77’ \| Marcatori \| \| |           |       |        |  |
|                                                                                 |           |       |        |  |
| Madjer 49’ (rig.) Bensaoula 64’ Bencheikh 77’                                   | Marcatori |       |        |  |

|  | Tanzania | – | Etiopia |  |

|  | Etiopia | – | Tanzania |  |

|  | Mauritius | – | Zambia |  |

|  | Zambia | – | Mauritius |  |

Passano il turno Algeria (4-4, passa il turno per la regola dei gol fuori casa), Camerun (4-3), Egitto (2-1), Etiopia (ritiro della Tanzania), Ghana (3-0), Libia (2-1), Marocco (3-0), Nigeria (3-2), Senegal (4-0), Tunisia (4-1), Zimbabwe (3-0) e Zambia (ritiro delle Mauritius).

### Secondo turno
La Tunisia si ritirò prima di giocare i suoi rispettivi incontri.
| Tripoli 14 ottobre 1983                                                        | Libia     | 2 – 1        | Algeria |  |
| \| \| \| \| \| Miliani 53’ Maraghni 71’ (rig.) \| Marcatori \| 83’ Tlemçani \| |           |              |         |  |
|                                                                                |           |              |         |  |
| Miliani 53’ Maraghni 71’ (rig.)                                                | Marcatori | 83’ Tlemçani |         |  |

| Algeri 28 ottobre 1983                                       | Algeria   | 2 – 0 | Libia |  |
| \| \| \| \| \| Belloumi 16’ Merzekane 71’ \| Marcatori \| \| |           |       |       |  |
|                                                              |           |       |       |  |
| Belloumi 16’ Merzekane 71’                                   | Marcatori |       |       |  |

| Casablanca 25 settembre 1983 | Marocco | 1 – 0 | Senegal |  |

| Dakar 9 ottobre 1983 | Senegal | 1 – 1 | Marocco |  |

| Kaduna 15 ottobre 1983 | Nigeria | 0 – 0 | Ghana |  |

| Accra 30 ottobre 1983 | Ghana | 1 – 2 | Nigeria |  |

| Lusaka 9 ottobre 1983 | Zambia | 1 – 0 | Egitto |  |

| Il Cairo 29 ottobre 1983                                | Egitto    | 2 – 0 | Zambia |  |
| \| \| \| \| \| El-Khateeb Abdelghani \| Marcatori \| \| |           |       |        |  |
|                                                         |           |       |        |  |
| El-Khateeb Abdelghani                                   | Marcatori |       |        |  |

| Harare 2 ottobre 1983 | Zimbabwe | 3 – 2 | Etiopia |  |

| Addis Ababa 16 ottobre 1983 | Etiopia | 1 – 0 | Zimbabwe |  |

|  | Tunisia | – | Camerun |  |

|  | Camerun | – | Tunisia |  |

Passano il turno Algeria (3-2), Camerun (ritiro delle Tunisia), Egitto (2-1), Etiopia (3-3, passa il turno per la regola dei gol fuori casa), Marocco (2-1), Nigeria (2-1).

### Terzo turno
| Algeri 6 gennaio 1984                                      | Algeria   | 1 – 1       | Egitto |  |
| \| \| \| \| \| Bensaoula 1’ \| Marcatori \| 39’ Youssef \| |           |             |        |  |
|                                                            |           |             |        |  |
| Bensaoula 1’                                               | Marcatori | 39’ Youssef |        |  |

| Il Cairo 17 febbraio 1984                   | Egitto    | 1 – 0 | Algeria |  |
| \| \| \| \| \| Nabil 57’ \| Marcatori \| \| |           |       |         |  |
|                                             |           |       |         |  |
| Nabil 57’                                   | Marcatori |       |         |  |

| Yaoundé 22 gennaio 1984 | Camerun | 4 – 0 | Etiopia |  |

| Addis Abeba 11 febbraio 1984 | Etiopia | 1 – 1 | Camerun |  |

| Lagos 11 febbraio 1984 | Nigeria | 0 – 0 | Marocco |  |

| Casablanca 26 febbraio 1984                  | Marocco              | 0 – 0 | Nigeria |  |
| \| \| \| \| \| \| Tiri di rigore 4 – 3 \| \| |                      |       |         |  |
|                                              |                      |       |         |  |
|                                              | Tiri di rigore 4 – 3 |       |         |  |

Si qualificano alle Olimpiadi Camerun (5-1), Egitto (2-1) e Marocco (0-0, 4-3 ai rigori).